# Lewis Sayre
Lewis Albert Sayre (Madison, 29 febbraio 1820 – New York, 21 settembre 1900) è stato un chirurgo statunitense specializzato in ortopedia.
Egli è accreditato per aver eseguito la prima operazione per curare l'anchilosi (rigidità) dell'anca e per aver introdotto il metodo di sospensione del paziente seguito da avvolgimento del corpo per correggere le distorsioni della colonna vertebrale. È famoso anche per aver contribuito al miglioramento delle condizioni sanitarie a New York per aver fermato la diffusione del colera dalle navi in arrivo. Sayre fu il principale fondatore del Bellevue Hospital Medical College e dell'American Medical Association, di cui fu eletto vicepresidente nel 1866 e presidente nel 1880.